# Martin County (Minnesota)
Das Martin County ist ein County im US-amerikanischen Bundesstaat Minnesota. Im Jahr 2020 hatte das County 20.025 Einwohner und eine Bevölkerungsdichte von 10,9 Einwohnern pro Quadratkilometer. Der Verwaltungssitz (County Seat) ist Fairmont.

## Geografie
Das County liegt im Süden von Minnesota und grenzt an Iowa. Es hat eine Fläche von 1890 Quadratkilometern, wovon 52 Quadratkilometer Wasserfläche sind. An das Martin County grenzen folgende Nachbarcountys:
| Cottonwood County   | Watonwan County | Blue Earth County     |
| Jackson County      |                 | Faribault County      |
| Emmet County (Iowa) |                 | Kossuth County (Iowa) |

## Geschichte

Martin

Das Martin County wurde am 23. Mai 1857 aus Teilen des Brown County und des Faribault County gebildet. Benannt wurde es nach Morgan Lewis Martin (1805–1887), einem US - Kongressabgeordneten aus dem Wisconsin-Territorium (1845–1847).

## Demografische Daten

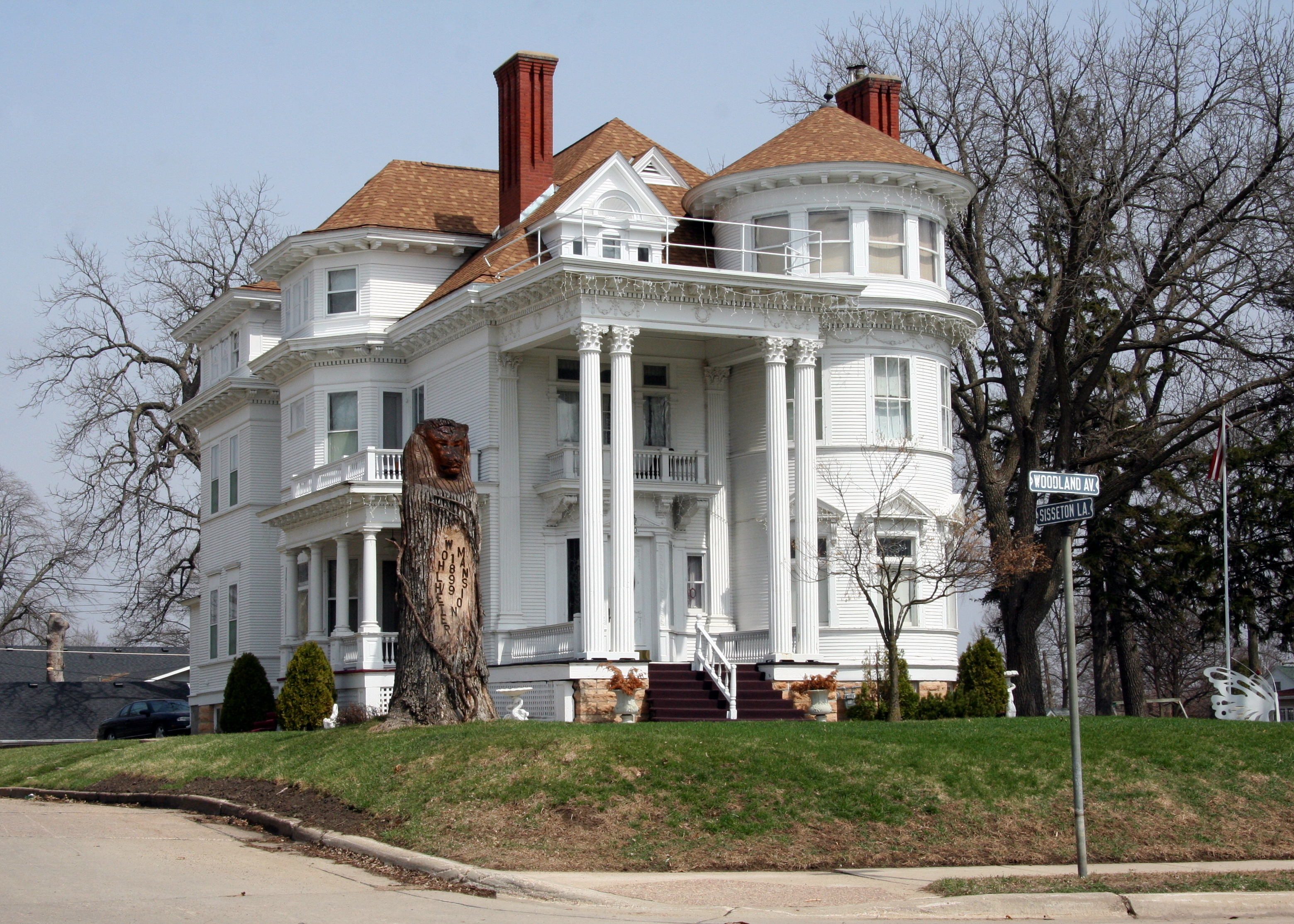
Das Wohlheter Mansion, gelistet im NRHP

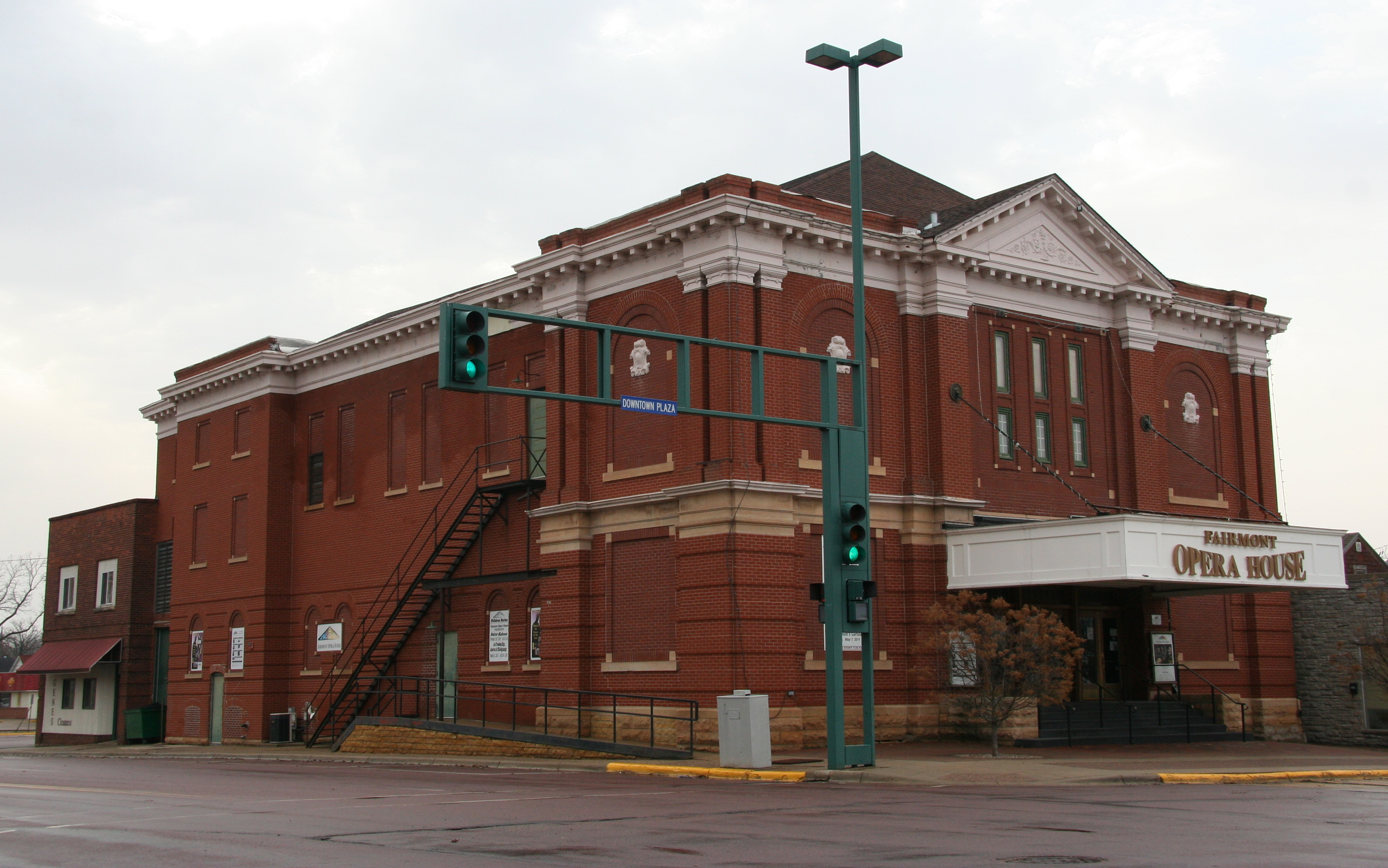
Das Fairmont Opera House, gelistet im NRHP

Nach der Volkszählung im Jahr 2010 lebten im Martin County 20.840 Menschen in 8943 Haushalten. Die Bevölkerungsdichte betrug 11,3 Einwohner pro Quadratkilometer. In den 8943 Haushalten lebten statistisch je 2,26 Personen.
Ethnisch betrachtet setzte sich die Bevölkerung zusammen aus 97,8 Prozent Weißen, 0,4 Prozent Afroamerikanern, 0,4 Prozent amerikanischen Ureinwohnern, 0,6 Prozent Asiaten sowie aus anderen ethnischen Gruppen; 0,7 Prozent stammten von zwei oder mehr Ethnien ab. Unabhängig von der ethnischen Zugehörigkeit waren 3,7 Prozent der Bevölkerung spanischer oder lateinamerikanischer Abstammung.
21,8 Prozent der Bevölkerung waren unter 18 Jahre alt, 57,3 Prozent waren zwischen 18 und 64 und 20,9 Prozent waren 65 Jahre oder älter. 50,9 Prozent der Bevölkerung war weiblich.

Das jährliche Durchschnittseinkommen eines Haushalts lag bei 44.791 USD. Das Pro-Kopf-Einkommen betrug 25.354 USD. 9,3 Prozent der Einwohner lebten unterhalb der Armutsgrenze.

## Ortschaften im Martin County
Citys
| - Ceylon - Dunnell - Fairmont - Granada | - Northrop - Ormsby1 - Sherburn - Trimont | - Truman - Welcome |

1 – teilweise im Watonwan County

## Gliederung
Das Martin County ist neben den zehn Citys in 20 Townships unterteilt:
| Township              | Einwohner (2010) | FIPS     |
| --------------------- | ---------------- | -------- |
| Cedar Township        | 223              | 27-10378 |
| Center Creek Township | 217              | 27-10594 |
| East Chain Township   | 296              | 27-17522 |
| Elm Creek Township    | 188              | 27-18854 |
| Fairmont Township     | 318              | 27-20348 |
| Fox Lake Township     | 256              | 27-22256 |
| Fraser Township       | 304              | 27-22436 |

| Township                  | Einwohner (2010) | FIPS     |
| ------------------------- | ---------------- | -------- |
| Galena Township           | 248              | 27-23030 |
| Jay Township              | 237              | 27-31778 |
| Lake Belt Township        | 189              | 27-34082 |
| Lake Fremont Township     | 162              | 27-34334 |
| Manyaska Township         | 306              | 27-40058 |
| Nashville Township        | 195              | 27-44962 |
| Pleasant Prairie Township | 243              | 27-51622 |

| Township               | Einwohner (2010) | FIPS     |
| ---------------------- | ---------------- | -------- |
| Rolling Green Township | 266              | 27-55258 |
| Rutland Township       | 437              | 27-56500 |
| Silver Lake Township   | 519              | 27-60412 |
| Tenhassen Township     | 260              | 27-64372 |
| Waverly Township       | 208              | 27-68746 |
| Westford Township      | 295              | 27-69466 |